# ステーション♪
ステーション♪（STATION♪）は、日本の女性アイドルグループ。
2011年から2016年まではジョリー・ロジャーに所属し活動していたが、同社の倒産に伴い解散していた。2017年1月30日に、復活告知がなされ、メンバー7人で再結成し再度活動を開始した。しかし、2019年7月28日の鉄道模型コンテスト2019を最後に活動停止。2020年2月7日にメンバー再編のお知らせがあり1週間後の2月14日にメンバーを発表。2021年10月25日のライブをもってメンバー全員卒業。2022年11月に再始動を発表。12月2日と3日にふるさと市場でトークショーを行ったが、以降の活動はなく活動休止状態である。

## メンバー

### 現メンバー
なし

### 元メンバー

#### ★元正規メンバー、元研修生
| 名前       | よみ              | 生年月日               | 出身地   | 血液型 | 身長     | 加入期 | 担当カラー | 最終在籍日     | 現在の所属事務所ほか                                   | 備考             |
| ---------- | ----------------- | ---------------------- | -------- | ------ | -------- | ------ | ---------- | -------------- | ------------------------------------------------------ | ---------------- |
| 金城成美   | きんじょう なるみ | 1994年11月22日（30歳） | 東京都   | O型    | 160 cm   | 1期生  |            | 2012年12月30日 | 講談社、UUUM                                           |                  |
| 加藤一華   | かとう いちか     | 1995年2月14日（30歳）  | 埼玉県   | AB型   | 154 cm   | 1期生  |            | 2013年6月2日   | 講談社、UUUM                                           |                  |
| 三江彩花   | みえ あやか       | 1994年5月9日（31歳）   | 兵庫県   | A型    | 160 cm   | 1期生  |            | 2013年6月2日   | サンプロモーションエンターテイメント                   |                  |
| 千葉奈々希 | ちば ななき       | 2月11日                | 静岡県   | AB型   | 160 cm   | 2期生  |            | 2013年6月2日   | Clara Production                                       |                  |
| 石川きなり | いしかわ きなり   | 2000年8月17日（24歳）  | 千葉県   | A型    | 167 cm   | 3期生  |            | 2015年10月4日  | -                                                      |                  |
| 神野愛莉   | かみの あいり     | 1996年1月24日（29歳）  | 神奈川県 | O型    | 157 cm   | 3期生  |            | 2015年10月4日  | -                                                      |                  |
| 仁科りほ   | にしな りほ       | 10月29日               |          |        |          | 5期生  |            | 2016年3月13日  | -                                                      |                  |
| 南寧々     | みなみ ねね       | 1997年5月27日（27歳）  | 神奈川県 | O型    | 163 cm   | 1期生  |            | 2016年4月16日  | -                                                      |                  |
| 小池真実   | こいけ まみ       | 1996年5月2日（29歳）   | 東京都   | B型    | 154 cm   | 3期生  |            | 2016年4月16日  | -                                                      |                  |
| 安田帆花   | やすだ ほのか     | 2001年1月29日（24歳）  | 神奈川県 | A型    | 152 cm   | 4期生  |            | 2016年4月16日  | 2024年7月より強がりセンセーションで活動中              |                  |
| 山下花奈   | やました かな     | 2000年11月17日（24歳） | 静岡県   | A型    | 150 cm   | 4期生  |            | 2016年4月16日  | NRC PRODUCTION所属 2024年7月よりSCRAMBLE SMILEで活動中 |                  |
| 葉月沙耶   | はづき さや       | 1999年3月10日（26歳）  | 千葉県   | AB型   | 153 cm   | 6期生  |            | 2016年10月18日 | -                                                      |                  |
| 神田彩夏   | かんだ あやか     | 1998年6月26日（26歳）  | 静岡県   | O型    | 153 cm   | 6期生  |            | 2016年10月18日 | -                                                      |                  |
| 佐藤まりな | さとう まりな     | 1999年1月26日（26歳）  | 神奈川県 | A型    | 153 cm   | 6期生  |            | 2016年10月18日 | -                                                      |                  |
| 倉沢菜央   | くらさわ なお     | 2002年11月26日         | 神奈川県 |        |          | 7期生  |            | 2018年2月18日  |                                                        |                  |
| 桜田初姫   | さくらだ うぶき   | 2004年7月27日（20歳）  | 宮城県   |        |          | 7期生  |            | 2018年7月1日   | -                                                      |                  |
| 吉村めぐみ | よしむら めぐみ   | 2000年10月2日（24歳）  | 山梨県   |        |          | 7期生  |            | 2018年7月1日   | -                                                      |                  |
| 土屋真凜   | つちや まりん     | 2002年7月9日（22歳）   | 山梨県   |        |          | 7期生  |            | 2018年7月1日   | -                                                      |                  |
| 足立未羽   | あだち みはね     | 2004年3月25日（21歳）  | 山梨県   |        |          | 7期生  |            | 2019年3月2日   | -                                                      |                  |
| 長谷川葉音 | はせがわ はのん   | 2005年7月20日（19歳）  | 埼玉県   |        |          | 7期生  |            | 2019年3月2日   | -                                                      |                  |
| 水湊あおひ | みなと あおひ     | 2001年11月6日（23歳）  | 東京都   |        |          | 8期生  |            | 2019年3月2日   | -                                                      |                  |
| 北川愛莉   | きたがわ あいり   | 2004年3月28日（21歳）  | 青森県   |        |          | 7期生  |            | 2020年2月7日   | -                                                      |                  |
| 松島佳乃   | まつしま かの     | 2002年9月12日（22歳）  | 東京都   |        |          | 8期生  |            | 2020年2月7日   | -                                                      |                  |
| 瀬尾かのん | せお かのん       | 2005年4月15日（20歳）  |          |        |          | 9期生  |            | 2020年2月7日   | -                                                      |                  |
| 中谷亜優   | なかたに あゆ     | 7月16日                |          |        |          | 9期生  |            | 2020年2月7日   | -                                                      |                  |
| 篠川亜衣   | しのかわ あい     | 1997年10月30日（27歳） |          |        |          | 10期生 |            | 2020年2月7日   | -                                                      |                  |
| 大塚朱里   | おおつか あかり   | 2002年9月22日（22歳）  |          |        |          | 10期生 |            | 2020年2月7日   | -                                                      |                  |
| 川嶋芙優   | かわしま ふゆ     | 2000年1月25日（25歳）  | 大阪府   | O型    | 156.5 cm | 11期生 |            |                | -                                                      | 大阪ステーション |
| 桜井かえで | さくらい かえで   | 7月2日                 | 奈良県   | O型    | 151 cm   | 11期生 |            |                | 2022年12月よりMeteor*で活動中                          | 大阪ステーション |
| 岩谷愛友星 | いわたに あゆせ   | 2000年12月14日（24歳） | 大阪府   | O型    | 159 cm   | 11期生 |            |                | -                                                      | 大阪ステーション |
| 祐実       | ゆみ              | 2003年2月23日（22歳）  | 和歌山県 | B型    | 162 cm   | 11期生 |            |                | -                                                      | 大阪ステーション |
| 小麦ぱんこ | こむぎ ぱんこ     | 1999年8月16日（25歳）  | 神奈川県 | O型    | 155.6 cm | 11期生 |            | 2021年10月25日 | -                                                      | 東京ステーション |
| 高橋みう   | たかはし みう     | 2001年5月11日（24歳）  | 北海道   | B型    | 153 cm   | 11期生 |            | 2021年10月25日 | -                                                      | 東京ステーション |
| 永綱紗良   | ながつな さら     | 1999年8月17日（25歳）  | 静岡県   | B型    | 157 cm   | 11期生 |            | 2021年10月25日 | -                                                      | 東京ステーション |
| 藤原杏香   | ふじわら きょうか | 1997年12月24日（27歳） | 宮城県   |        |          | 12期生 |            |                | -                                                      |                  |
| 琴之もも夏 | ことの ももか     | 1993年10月3日（31歳）  | 北海道   |        | 165 cm   | 12期生 |            |                | OFFICE JINGGIS所属                                     |                  |
| 朱音はるの | あかね はるの     | 2003年6月26日（21歳）  | 愛知県   |        |          | 12期生 |            |                | -                                                      |                  |

## 定形挨拶
- 南寧々「各駅停車で（マイペース）、あなたの駅に止まります！ステーション♪ねねちこと南寧々です」
- 神野愛莉「りんりーん（りんりーん）愛の扉が開きます！開く扉にご注意ください。ステーション♪あいりんこと神野愛莉です」
- 小池真実「路線図広げて、あなたとー？（一緒にー！）旅に出ます！ステーション♪まみたんこと小池真実です」
- 石川きなり「夢に向かう列車を乗りにみんなきなきな～！せーの(オッケ～きなり～ん♪)ステーション♪きなりんこと石川きなりです」
- 長谷川葉音「はい！まもなく列車がまいります。黄色い線の内側から葉音って呼んでください！せーの(はの〜ん！)ありがとうございます！はい！葉音こと小学校6年生12歳の長谷川葉音です！よろしくお願いします！」
- 土屋真凜「はい！特急列車でみんなの元へ突っ走ります。中学3年生15歳のまーりんこと土屋真凜です。よろしくお願いします！」
- 吉村めぐみ「はい！私が動けませんって言ったらめぐみーって言ってください。よろしくお願いします。みんなの応援がないと動けません！(めぐみ〜！)ありがとうございます！高校2年生16歳のめぐみこと吉村めぐみです。よろしくお願いします！」
- 桜田初姫「はい！私が汽笛が鳴ったよって言ったらうぶちゃんって言ってください。お願いします！汽笛が鳴ったよー？(うぶちゃん〜！)初姫の列車は今日も運行中！列車のエンジンは笑顔とみんなの応援！ステーション見習い乗務員中学1年生13歳の桜田初姫です。よろしくお願いします！」
- 足立未羽「はい！今日も元気に出発進行！新生ステーション見習い乗務員のみはねんこと足立未羽です。中学2年13歳です。みはねんって呼んでください。せーの！(みはねーん！)ありがとうございます！」
- 倉沢菜央「はい！快速急行であなたに愛を届けます。19歳最年長のなおたんこと倉沢菜央です。よろしくお願いします！」

※（）はステッシャーの掛け声。

## あらまし
2011年9月にユニット連結（結成）後すぐに、14万人動員の日本最大鉄道イベント「鉄道フェスティバル」にてライブ出演。
トミカと東京消防庁の協力によりDVD「ぼくらのハイパーレスキュー1号、2号」のエンディングテーマに決定。
スカパー!での初冠番組「鉄道のススメ。」が2012年2月から放送開始。同じく2月にデビューシングル「ススメ。」、3月には夢を追いかけて頑張っている女性を歌ったセカンドシングル「レッツゴー鉄道アイドル」をリリースした。
東日本大震災からちょうど1年が経った3月11日には、三陸鉄道への義捐金を呼びかけるチャリティイベントの呼びかけを行い、11組のアイドル・ユニットが参加するライブが行われた。
「鉄道」をコンセプトに子供、家族、アイドルファン、鉄道ファンなど広範囲のユーザーにアピールが期待できるアーティストとして注目されていた。
その他に、スカパー！「鉄道チャンネル・情報特急255」（隔週放送）、準レギュラー。あっ!とおどろく放送局「生ステーション♪」（隔週放送）レギュラー。大宮・鉄道博物館（埼玉県）でLIVE。秋葉原の新名所アイドルビル「神タワー」（2011年12月OPEN）をホームグラウンドに週1～2回の定期LIVE。週末対バンLIVEと、結成以来、怒濤のTV出演・ライブ活動・イベント出演を行う。JR車内で放送する「トレインチャンネル・ピンポンシュート探検隊」（3月8日～11日）に出演。
2012年6月16日には、JR東北新幹線開通30周年記念イベントに出演。7月25日には、トミカと東京消防庁の協力によりDVD「ぼくらのはたらく建機1号機・2号機」のエンディングテーマが決定している。
2014年1月から放送のTVアニメ「トレインヒーロー再始動！」のエンディングテーマにラッシュアワー！！！が使用された。
2014年に行われた「ステーション♪三陸鉄道復興支援クラウドファンディング！」では見事目標金額を達成して三陸鉄道の復興に貢献。
2013年から2015年10月まで、AKIBAドラッグ&カフェで定期公演を行っていた。
2016年4月の解散後に5月から新メンバーの3名で活動をしていたが、9月末の倒産により10月に再度解散。
2017年3月に見習い乗務員7名で再出発、現在は正規乗務員3名、見習い乗務員5名の計8名で活動している。
ジョリー・ロジャー時代には「ステーション♪」のことを乗務員、客のことを「ステッシャー」と呼んでいた。

## 略歴
2011年
- 9月25日 初ライブ開催&お披露目（六本木morph-tokyo） ※金城、加藤、南
- 10月8日 14万人動員の日本最大鉄道イベント「第18回鉄道フェスティバル」にてLIVE
- 10月10日 三江彩花の増員発表&お披露目（六本木morph-tokyo）
- 10月～ スカパー!鉄道チャンネル「情報特急255」準レギュラー
- 11月 秋葉原・鉄道カフェ「LittleTGV」にて見習い乗務員で鉄心を学ぶ
- 11月23日 日本最大の鉄道博物館「大宮鉄道博物館・鉄博ホール」にてLIVE
- 12月9日 夕刊フジ掲載 ※金城
- 12月14日 『ススメ。』タイアップ「ぼくらのハイパーレスキュー1号・2号」発売 ※協力：トミカ、東京消防庁
- 12月11日 日本最大の鉄道博物館「大宮鉄道博物館・鉄博ホール」にてLIVE
- 12月～ 毎週水・土曜日、秋葉原・神タワーにて定期LIVE
- 12月31日 第3回・京急鉄道フェア ※ゲスト出演

2012年
- 1月～ 隔週土曜日・冠番組「あっ!とおどろく放送局・生ステーション♪」スタート
- 2月～ 秋葉原新名所「神アイス」（神タワー1階）とコラボ&イメージキャラクター起用
- 2月～ 毎週金曜日、秋葉原・神タワーにて女性専用車両LIVEスタート
- 2月1日 ファーストシングル「ススメ。」リリース
★レコチョク着モーション・デイリーランキングで4位（2月1日付）
★オリコンチャート・インディーズ部門で6位（2月5日付）
  - 冠番組『鉄道のススメ。』（スカパー!・鉄道チャンネル）スタート（ - 7月1日）
- 2月14日 バレンタイン?プレ・ワンマンライブ（TOKYO CULTURE CURUTURE）で満員。見習い添乗員・千葉奈々希の増員発表。 ★満員御礼
- 2月22日 夕刊フジ掲載 ※加藤
- 3月8～11日 JR車内放送「トレインチャンネル・ピンポンシュート探検隊」出演
- 3月11日 岩手県・三陸鉄道チャリティーLIVE（六本木BeeHive）

ステーション♪が日頃お世話になっている鉄道に恩返しをしたいと発起。
- 3月14日 セカンドシングル「レッツゴー鉄道アイドル」リリース
★レコチョク着信ムービーランキングで9位（3月14日付）
★オリコンチャート・インディーズ部門で14位（4月2日付）
- 3月21日 日本テレビ「スッキリ!!」VTR出演
- 3月下～4月上 春休みキャンペーンLIVE神タワー ※新入生応援LIVE&500円ワンコイン
- 4月 秋葉原・鉄道カフェ「LittleTGV」にて見習い乗務員で鉄心を学ぶ ※千葉のみ
- 4月8日 初ワンマンライブ『上野発スーパーひたち ステーション♪1stワンマン出発進行!!』（上野BLASH） ★満員御礼
ぱすぽ☆がオリコン1位をとった「少女飛行」を手がけたペンネとアラビアータの新譜「ぐるぐるびぃーむ」を披露。
- 4月25日 サードシングル「記念日に逢いましょう」リリース
★レコチョク着信ムービーランキングで8位
★オリコンチャート・インディーズ部門で16位（5月7日付）
- 4月30日 静岡県浜松市最大のショッピングモール「ザザシティ浜松」リニューアル記念。ご当地アイドルフェスティバル ゲスト出演
- 5月7日 Top Yell（6月号）に掲載
- 5月8日 FLASH（5月22日号）に第1回鉄道テーマ検定特集にて3ページ掲載
- 5月13日 第1回鉄道テーマ検定（テーマ新幹線）メンバー受験
- 6月2日 東北復興震災LIVE（Zepp仙台） ※ゲスト参加
- 6月8日,15日 「つんつべ♂」TOKYO MX出演
- 6月16日 JR東北新幹線開通30周年記念イベント出演 @JR大宮駅
- 6月23日 『アイドルジェネレーションvol.2 ～ラジオNIKKEI公開収録ライブ～』 ※サプライズゲスト：Dorothy Little Happy
- 6月24日 ニコニコ動画公式番組・ステーション♪主催「キューティー☆オールシスターズ」生LIVE配信にて30,000人強が視聴 @六本木morph-tokyo
- 7月1日 スカパー! 鉄道チャンネル「鉄道チャンネル開局一周年記念祭り」 @渋谷TAKE OFF7
- 7月8日 第1回ステーション♪会議～あなたの意見で路線変更するかも!? @神タワー
→ニコ生公式チャンネル「ネ申ちゃんねる」と、ステーション♪チャンネルにて二次元生中継
- 7月11日 ファーストアルバム「電車でGO!GO!」リリース
- 7月15日 2ndワンマンLIVE『ステーション♪1st Album発売記念ワンマンライブ～記念日に逢いましょう～』@恵比寿LIVEGATE
→千葉奈々希の正規メンバー入り投票結果発表（9割支持がないと見送り）を行う。結果8.6割の信任投票で僅か5票足らず正規メンバーならず。
→第1回鉄道テーマ検定結果発表。惜しくもメンバー全員不合格。
- 7月23日 夏フェス・WATER7 @赤坂Blitz
- 7月25日 『ススメ。』タイアップ「ぼくらのはたらく建機1号機・2号機」発売 ※協力：トミカ、東京消防庁
- 7月28日 SHUN&青春女子学園LIVE（Zepp福岡） ※ゲスト参加
- 7月31日 夏フェス・WATER7 @横浜Blitz
- 8月4～5日 TOKYO IDOL FESTIVAL 2012出演。
- 8月6日 輝く美少女応援マガジン「TopYell」9月号にて「リアル系アイドルのリアルな日常」特集(見開き2ページ分)で独占掲載。 ※金城
- 8月29日 3rdワンマンLIVE『新宿発 湘南新宿ライン ステーション♪夏休みだぜ全員集合ワンマンライブ出発進行！！』@新宿RUIDO K4
- 9月10日 4枚目のシングル「LOVEハッピーステーション♪」リリース
★オリコン総合チャートで29位（9月24日付）
★オリコンチャート・インディーズ部門で2位（9月24日付）
- 10月8日 1周年ワンマンLIVE「渋谷発 井の頭線ステーション♪」にて千葉菜々希の正規メンバー発表（SHIBUYA-REX）
- 11月23日 金城成美の卒業を発表（卒業は12月末）

2013年
- 2月13日 5thシングル「TO・KI・DO・KI 踏切」リリース
- 2月24日 見習い添乗員・神野愛莉、小池真実の増員[6][7]。
- 4月13日 見習い添乗員・石川きなりの増員。
- 5月13日 加藤一華、三江彩花、千葉奈々希の卒業を発表（卒業は6月2日）
- 6月2日 ワンマンライブ「ステーション♪いっちー・あーやん・ななちゃ卒業ライブ～人生の列車に終着駅はないから～」にて上記メンバー卒業
- 9月25 2周年LIVE「日ステーション♪結成2周年記念ライブ～ステッシャー感謝祭～」
- 11月2日 ワンマンライブ「秋葉原発 総武線 ステーション♪ワンマンライブ」にて研修生の神野愛莉・小池真実・石川きなりが正規メンバーへ昇格
- 12月18日 6thシングル「ラッシュアワー！！！」リリース

2014年
- 1月19日 ワンマンライブ「りんりーん！普通列車の扉が開きます！　六本木発大江戸線 ステーション♪あいりん生誕祭」
- 1月22日 7thシングル「ワンダー・ジャパン＠ステーション♪」リリース
- 2月13日 『三陸鉄道リアルクラウドファンディングイベント』＠AKIBAドラッグ＆カフェ
- 2月26日 8thシングル「いちころモーション♪」リリース
- 4月5日 ワンマンライブ「渋谷発 副都心線 ステーション♪新学期だよ！ワンマンライブ」＠渋谷Milkyway
- 4月27日 北総鉄道「ほくそう春まつり」に出演
- 5月11日 ワンマンライブ「秋葉原発　つくばエクスプレス　ステーション♪ねねち＆まみたん合同生誕祭」＠TwinBox AKIHABARA
- 5月24日 大宮鉄道「鉄道のまち大宮 鉄道ふれあいフェア2014」に出演
- 7月12日 ワンマンライブ『渋谷発東横線ステーション♪夏休みだよ！往復切符ワンマンライブ』＠渋谷Glad
→この日より2月から怪我で運休していた石川きなりが復帰[8]
- 8月31日 ワンマンライブ　＠秋葉原clubgoodman
- 9月25日「3周年LIVE「ステーション♪結成3周年記念スペシャルライブ」
- 10月14日 9thシングル「TRAIN=TRAIN=TRAIN=TRAIN」リリース
★オリコン総合チャートで47位（10月27日付）

2015年
- 3月29日 見習い添乗員・安田帆花、山下花奈の増員[9]
- 7月19日 安田帆花、山下花奈が正規メンバーへ昇格
- 8月25日 10thシングル「たまには地元に帰ろうかな」リリース
- 8月30日 神タワー定例ライブにて神野愛莉、石川きなりの卒業を発表[10]
- 10月4日 石川きなり・神野愛莉卒業ライブ

2016年
- 1月9日 11thシングル「雪のジャーニー」リリース
- 2月6日 都電荒川線貸切アコースティックライブ
- 3月6日 神タワー定例ライブにて南寧々、小池真実、安田帆花、山下花奈の卒業を発表[11]（卒業は4月16日）
- 5月21日 メンバーを一新して、新ステーション♪として活動。※葉月、神田、佐藤
- 10月18日  所属事務所の倒産にともない、メンバー全員が卒業 （事実上の解散）[12][13]。

2017年
- 3月 メンバー総入れ替え。見習い乗務員7人を新規メンバーとして加え、完全新体制で再スタート[14]。

2018年
- 6月 正規メンバー3名の解散発表。桜田初姫は7/1の卒業ライブをもって卒業。土屋真凜、吉村めぐみは事実上の脱退。[15]

2020年
- 2月 メンバーが再編された

## 作品

### シングル
| レーベル | レーベル       | レーベル                          | レーベル               | レーベル                       | レーベル                                          | レーベル |
| 枚       | リリース日     | タイトル                          | 総合オリコン順位       | インディーズ部門・オリコン順位 | 規格品番                                          |          |
| -------- | -------------- | --------------------------------- | ---------------------- | ------------------------------ | ------------------------------------------------- | -------- |
| 1st      | 2012年2月1日   | ススメ。                          | -                      | 6位                            | JRRC-1037                                         |          |
| 2nd      | 2012年3月14日  | レッツゴー鉄道アイドル            | -                      | 14位                           | JRRC-1039                                         |          |
| 3rd      | 2012年4月25日  | 記念日に逢いましょう              | -                      | 16位                           | JRRC-1042                                         |          |
| 4th      | 2012年9月10日  | LOVEハッピーステーション♪         | 29位 ※デイリー順位18位 | 2位                            | HID1007 HID1008 HID1009 HID1010 HID1011 HID1012   |          |
| 5th      | 2013年2月13日  | TO・KI・DO・KI 踏切               |                        |                                | JRRC-1048                                         |          |
| 6th      | 2013年12月18日 | ラッシュアワー！！！              |                        |                                | JRRC-1049                                         |          |
| 7th      | 2014年1月22日  | ワンダー・ジャパン＠ステーション♪ |                        |                                | JRRC-1050                                         |          |
| 8th      | 2014年2月26日  | いちころモーション♪               |                        |                                | JRRC-1051                                         |          |
| 9th      | 2014年10月14日 | TRAIN=TRAIN=TRAIN=TRAIN           | 47位 ※デイリー順位6位  |                                | JRRC-1054 JRRC-1055 JRRC-1056 JRRC-1057 JRRC-1058 |          |
| 10th     | 2015年8月25日  | たまには地元に帰ろうかな          |                        | 17位                           | JRRC-1061                                         |          |
| 11th     | 2016年1月9日   | 雪のジャーニー                    |                        | 12位                           | JRRC-1063                                         |          |

### アルバム
| レーベル | レーベル      | レーベル     | レーベル                       | レーベル | レーベル  | レーベル |
| 枚       | リリース日    | タイトル     | インディーズ部門・オリコン順位 | CD収録曲 | 規格品番  |          |
| -------- | ------------- | ------------ | ------------------------------ | --- | --------- | -------- |
| 1st      | 2012年7月11日 | 電車でGO!GO! |                                | 1. OPSE 2. レッツゴー鉄道アイドル 3. To the light 4. 君への地図 5. 記念日に逢いましょう 6. 夢の欠片 7. 一番星 8. Destiny 9. ススメ。 - 【DVD特典】君への地図PV＆メイキング | JRRC-1043 |          |
| 2nd      | 2015年3月25日 | 駅           |                                | 1. The next station is STATION♪ 2. ラッシュアワー！！！ 3. ワンダー・ジャパン＠ステーション♪ 4. どこまでもゴーマイレール 5. はしれ！さんてつ 6. TO・KI・DO・KI 踏切 7. サクライフ 8. いちころモーション♪ 9. 涙の定期券(Ticket to Eternity) 10. LOVEハッピーステーション♪ 11. TRAIN=TRAIN=TRAIN=TRAINRAIN | JRRC-1060 |          |

### 参加作品
- スキ♡スカ♪バレンタインデー（2016年1月20日） - コンピュレーションアルバム『アイドルライブラリー Vol.01 supported by JOYSOUND』収録

## 出演

### テレビ
- 情報特急255→情報特急546（2011年9月 - 2012年11月15日、スカパー!鉄道チャンネル） ※準レギュラー
- 鉄道のススメ。（2012年2月1日 - 2012年7月1日（全6回）、鉄道チャンネル）
- つながるセブン（2012年2月9日、J:COMチャンネル）
- スッキリ!!（2012年3月21日、日本テレビ）
- GirlsNews ガールズポップ（2012年4月17日、スカパー!ガールズエンタメ専門Ch PigooHD） ※MC:藤江れいな（AKB48）
- 「Shohjo隊あいどる☆一番星」（2012年4月21日、8月4日、スカパー! ミュージックジャパンTV） ※MC：酒井瞳（アイドリング!!!）
- つんつべ♂（2012年6月8日、15日(金)25:30～26:00）TOKYO-MX）
- iDOL Tunes（2012年7月1日、スカパー！HD PigooHD）（2012年7月31日、BSスカパー!）
- 「ニッポン!いじるZ」（2012年8月9日、TBS ※MC東野幸治、藤井隆）
- 鉄道カワイイTV（2013年2月2日 - 、鉄道チャンネル）
- フットンダ（2013年9月5日 - 、中京テレビ）
- アニメDON！（2014年1月13日 - 、テレビ東京）
- 開運音楽堂（2014年2月15日、22日 - 、TBS）

### ラジオ、インターネット放送ほか
- 生ステーション♪（2012年1月-6月、あっ!とおどろく放送局） ※レギュラー
- トレインチャンネル・ピンポンシュート探検隊（2012年3月8日～11日、JR車内放送）
- ラジオNIKKEI「アイドルジェネレーション vol.2」（2012年7月）
- むさしのFM「むさしのオンライン」（2014年2月3日）
- FM NACK5「FM NACK5 ～IDOL SHOWCASE～ i-BAN!!」（2014年5月11日）
- FMうらやす「HOT MUSIC COLLECTION」（2014年11月15日）

### 映画、ドラマ
- 見てはいけないTV（BS日テレにて2011年8月8日放送） - （金城）（南）
- 実録！心霊スポット（2011年10月28日発売） - （南）
- 2ちゃんねるの呪い5（2011年11月4日発売） - （加藤）
- 2ちゃんねるの呪い6（2012年3月2日発売） - （金城）
- 本当にあった怖い話 劇場版（2012年6月2日公開） - （三江）
- 絶叫（2012年9月28日発売） - （南）（三江）
- エクステ娘（2014年2月15日公開） - （小池）
- 映画「怖すぎる話 劇場版」（2014年11月8日公開） - （南）（神野）（小池）

### 東京ステーション♪
- 小麦ぱんこ(Twitter)
- 高橋みう(Twitter)
- 永綱紗良(Twitter)

### 大阪ステーション♪
- 岩谷愛友星(Twitter)
- 川嶋芙優(Twitter)
- 桜井かえで(Twitter)
- 祐実(Twitter)

### 旧サイト・メンバー
- ステーション♪オフィシャルサイト
- ステーション♪オフィシャルブログ（2011年10月 - ）
- 南寧々オフィシャルブログ「それゆけ ねねち」Powered byアメブロ
- 小池真実オフィシャルブログ「まみたそレボリューション!」Powered byアメブロ
- 安田帆花オフィシャルブログ「幸せお届けします　ほのぼの電車　出発進行！」Powered byアメブロ
- 山下花奈オフィシャルブログ「かなちゃの部屋」Powered byアメブロ
- 石川きなりオフィシャルブログ「ひまわりきなりん」Powered byアメブロ - ウェイバックマシン（2015年5月1日アーカイブ分）
- 神野愛莉オフィシャルブログ「あいりんの扉」Powered byアメブロ - ウェイバックマシン（2015年5月29日アーカイブ分）
- 株式会社ジョリー・ロジャー at the Wayback Machine (archived 2016-05-04)